# Тужинский, Юрай
Юрай Тужинский (словац. Juraj Tužinský, р.24 августа 1984) — словацкий стрелок, призёр чемпионатов Европы и Европейских игр, победитель 3 этапов Кубка мира.

## Биография
Родился в 1984 году в Лученеце. В 2010 году завоевал две бронзовые медали чемпионата Европы. В 2012 году принял участие в Олимпийских играх в Лондоне, где стал 15-м в стрельбе из пневматического пистолета с 10 м, и 23-м в стрельбе из произвольного пистолета с 50 м. В 2015 году завоевал бронзовую медаль Европейских игр.